# Andriej Szkiotow
Andriej Anatoljewicz Szkiotow (ur. 25 lipca 1986 w Moskwie) – rosyjski kajakarz.
Pływa w jedynce na dystansach 500 i 1500 m. Na igrzyskach startował raz w 2004